# Särkijärvi (sjö i Finland, Egentliga Tavastland, lat 60,67, long 24,40)
Särkijärvi är en sjö i Finland. Den ligger i kommunen Loppis i landskapet Egentliga Tavastland, i den södra delen av landet, 60 km nordväst om huvudstaden Helsingfors. Särkijärvi ligger 107,6 meter över havet. Arean är 85,3 hektar och strandlinjen är 3,91 kilometer lång. Sjön  ingår i Kumo älvs huvudavrinningsområde.   Den ligger vid sjön Lopenjärvi. I omgivningarna runt Särkijärvi växer i huvudsak blandskog.